# Finsko pojezerje
Finsko pojezerje ali Finsko jezerje ([Järvi-Suomi] Napaka: {{Jezik-xx}}: prečrkovanje latn besedila (pomoč), švedsko Insjöfinland) je največje od štirih pokrajinskih regij, na katere je geografsko razdeljena Finska.
Hribovito, z gozdom poraslo pokrajino jezerske planote prevladujejo drumlini in dolgi vijugasti eskerji. Oba sta ledeniška ostanka, odložena po tem, ko so se celinski ledeniki, ki so razbrali in razrezali površje države, umaknili pred približno 10.000 leti.
Jezerske kotanje jezerskega območja izvirajo iz skupnega delovanja preperevanja in erozije razpok v kamninski podlagi. Erozija, ki je povzročila depresije, se je zgodila pred in med kvartarnimi ledenimi dobami. Erozija vzdolž prelomov je povzročila linearne vtoke med jezeri.

## Razmejitev
Okrožje zavzema večino osrednje in vzhodne Finske in je na jugu omejeno z grebeni Salpausselkä. Ti grebeni so čelne morene, ki so past za tisoče jezer, ločenih s hribovito gozdnato pokrajino.
Jezersko območje se na zahodu in severozahodu spremeni v območje Obalne Finske, na severu pa ga omejuje hribovita Finska.
Jezerska pokrajina se nadaljuje proti vzhodu in sega v Rusijo (Karelijska ožina in Republika Karelija).

## Jezera
Jezera zavzemajo približno 25 % Finskega pojezerja. Velik del ozemlja je poraščen z gozdovi in ima nizko gostoto prebivalstva. Mesta v regiji so Imatra, Joensuu, Jyväskylä, Kuopio, Lappeenranta, Mikkeli, Pieksämäki, Savonlinna in Varkaus. Ker so bila jezera v preteklosti glavna prometna pot, so urbana območja pogosto na jezerski obali, občasno celo na ožinah ali polotokih, npr. Varkaus, Savonlinna in Kuopio. Jezera imajo pogosto zelo zapletene obale in so sestavljena iz več skoraj ločenih odsekov odprte vode (selkä), povezanih z ozkimi prelivi. Tako lahko povezujejo velika območja ob obalah in njihovih zaledjih.
Ker ni določene definicije, kaj sestavlja jezero, in ni postopkov za štetje števila jezer, je bilo nemogoče natančno ugotoviti, koliko jezer ima regija. Obstaja pa vsaj 55.000 jezer, ki so široka najmanj 200 metrov.
Če je jezero opredeljeno kot telo stoječe vode, večje od 500 kvadratnih metrov, potem je na Finskem 187.888 jezer. Povprečno je v okraju 40 jezer na 100 kvadratnih kilometrov. Številčna gostota jezer je največja severno od jezera Inari, do 1000 na 100 kvadratnih kilometrov, tako da se območje včasih imenuje Lampi-Suomi (Finski ribnik, okrožje finskih ribnikov).
Največje je jezero Saimaa, ki je s površino več kot 4400 kvadratnih kilometrov četrto največje naravno sladkovodno jezero v Evropi. Samo jezero Saimaa vsebuje 5484 otokov, otokov v širši regiji Saimaa (finsko Suur-Saimaa) pa je do 13.710. Najgloblje jezero, Päijänne, ima največjo globino le 95,3 metra; povprečna globina jezera je 7 metrov.
Sajmenski prekop povezuje jezero Saimaa z zalivom Viborg v Finskem zalivu Baltskega morja. Druga povezava z Baltskim morjem je reka Vuoksi, ki teče od Saimae do Ladoškega jezera, od koder voda nato teče skozi reko Nevo v Finski zaliv, mimo Salpausselkä.
Jezero Päijänne je drugo največje jezero na Finskem, ki se prek reke Kimi izliva v Finski zaliv in se uporablja kot oskrba s pitno vodo v Helsinkih.